# Mach III

Mach III

Mach III – kaszubski herb szlachecki, odmiana herbu Mach.

## Opis herbu
Podstawowych wariantów tego herbu istniało przynajmniej trzy (Mach I i II omówione osobno), z czego każdy występował również w kilku wariantach. Opisy z wykorzystaniem zasad blazonowania, zaproponowanych przez Alfreda Znamierowskiego:
Mach I
Mach II
Mach III: Na tarczy dzielonej w krzyż w polach I i III błękitnych, półksiężyc srebrny na opak, pod którym gwiazda złota, w polach II i IV, błękitnych, księżyc z twarzą srebrny, nad którym trzy takież strzały w wachlarz między dwiema gwiazdami złotymi w pas. Herb posiada dwa hełmy bez korony z klejnotami: w prawym trzy gwiazdy złote (1 i 2), w lewym trzy strzały srebrne w wachlarz. Labry błękitne, pobite złotem.

## Najwcześniejsze wzmianki
Wymieniany przez Nowego Siebmachera. Herb powstał prawdopodobnie w XIX wieku z połączenia herbów Mach i Mach II być może w wyniku skoligacenia gałęzi rodu używających tych herbów. Używany przez bliżej nieokreślonego członka rodziny Mach.

## Herbowni
Mach. Machowie używający przydomków bądź bez przydomka używali też herbów Mach i  Mach II.